# Taxiles
Taxiles (även Ambhi) hette en indisk furste, som blev Alexander den stores bundsförvant och vars rike var beläget mellan Indus och Hydaspes. Taxiles var motståndare till Poros. Huvudorten i Taxiles rike hette Taxila (nu Rawalpindi).